# New Flora and Botany of North America
New Flora and Botany of North America (abreviado New Fl. o New Fl. (Rafinesque)) es un libro con descripciones botánicas que fue escrito por Constantine Samuel Rafinesque y publicado en cuatro volúmenes en los años 1836 a 1838, con el nombre de New flora and botany of North America, or, A supplemental flora, additional to all the botanical works on North America and the United States. Containing 1000 new or revised species.

## Volúmenes
1. Introd., Lexicon, etc., Dec 1836;
2. Neobotanon,¹Jul-Dec 1837;
3. New Sylva, Jan-Mar 1838;
4. Neobotanon, late 1838